# Cabañas de Tomasuco
Cabañas de Tomasuco es un paraje situado en el municipio cántabro de Las Rozas de Valdearroyo. Sobre una gran roca hay un vértice geodésico que marca una altitud de 1082,50 m s. n. m. desde la base del pilar. Se llega aquí desde La Aguilera, tomando un camino.